# Црква Христа Спаситеља у Пољу
Црква Христа Спаситеља у Пољу или кратко црква Хора (данас музеј Хора или Карије) смештена је у северозападном делу старог Цариграда и представља један од најлепших примера препорода Палеолога. Пола века након освајања Цариграда 1453. године претворена је у џамију, да би након реконструкције и конзерваторских радова започетих 1948. године претворена у музеј. 2024. је музеј претворен у џамију. 
Фреске и мозаици цркве Хора спадају у врхунац византијске уметности и због тога је ова црква-музеј, уз Аја Софију и цистерну Базилику, једна од најпосећенијих туристичких атракција из византијског периода у Цариграду.

## Етимологија
Чест назив цркве је једноставно Хора што је означавало да је црква у пољу односно ван градских зидина. Порекло имена је везано за доба њене изградње почетком  века када се она налазила ван градских бедема тзв. Константиновог бедема тј. у пољу. Иако се изградњом Теодосијевог бедема црква нашла унутар града, задржала је стари назив.
Поред тог назива, у употреби је и термин Карије који представља османски назив џамије у коју је црква претворена почетком 16. века.

## Историја
Црква је подигнута почетком  века у пољима северозападно од тадашњег града, оивиченог Константиновим бедемом. Непосредно после њеног подизања, за владавине Теодосија II (408—450) је област утврђеног града проширена подизањем новог бедема, тако да се црква нашла у граду, али је и поред тога задржала свој колоквијални назив у Пољу односно Хора.
Црква је обновљена и прерађена у облик тзв. уписаног крста у периоду између 1077. и 1081. године по налогу Марије Дуке, таште Алексија (I) Комнина (1081—1118). Већ почетком наредног века је дошло до урушавања дела цркве, највероватније услед земљотреса, тако да ју је изнова обновио Алексијев трећи син Исак.
Свој данашњи облик црква је добила почетком 14. века, када ју је обновио у потпуности византијски државник Теодор Метохит. По његовом налогу је у периоду од 1315. до 1321. године сведено украшавање унутрашњости цркве мозаицима који представљају најлепши пример препорода Палеолога. Услед последица грађанског рата двојице Андроника, Теодор је протеран у егзил 1328. године по налогу Андроника III (1328—1341), али му је две године касније дозвољен повратак и он је последње године свога живота провео као монах у својој задужбини Хори.
Током опсаде Цариграда 1453. године у цркву је пренесена икона која се сматрала чудотворном и заштитницом града у циљу добијања божанске помоћи у одбрани од неверника, као што се то десило 1422. године. Међутим и поред тога, Османлије су заузеле град 29.05. али је Хора задржала своју улогу. Око пола века након тога, црква је по налогу Атик Али паше, који је био велики везир султана Бајазита II (1481—1512) претворена у џамију названу Карије. Да би се њена унутрашњост прилагодила потребама ислама, мозаици и фреске су прекривене слојем малтера. Зграда је временом оронула и приликом истраживања њене унутрашњости 1948. године амерички византолози су испод слоја малтера открили византијске иконе и мозаике, после чега се приступило детаљној обнови грађевине и откривању првобитног слоја. Радови су трајали читаву деценију и она је 1958. године је отворена за јавност као музеј који се званично зове Карије по називу џамије, иако је и даље устаљенији назив Хора.

## Претварање музеја у џамију 2020-2024
У 2005. години, турске фондације су оспориле статус цркве Хора као музеја. У новембру 2019. године, Државни савет Турске, највиши административни суд Турске, наложио је да се црква-музеј поново претвори у џамију. У августу 2020. године њен статус је промењен у џамију.
Потез да се црква Хора претвори у џамију осудило је грчко министарство спољних послова изјавивши да "турске власти још једном брутално вређају карактер још једног локалитета који припада светској баштини Уједињених Нација. Ово је провокација против свих верника. Позивамо Турску да се врати у 21. век и на међусобно поштовање, дијалог и разумевање међу цивилизацијама".
Потез турских власти осудили су и православни великодостојници, попут Елпидофора, архиепископа у Америци, који је написао: „После трагичног преступа са Аја Софијом и сада манастиром Хора... Молбе и савети међународне заједнице се игноришу“.
У петак, 30. октобра 2020. године, муслиманска молитва је одржана први пут након 72 године.
Зграда је отворена за муслиманско богослужење 6. маја 2024. када је путем видео-линка у 14 часова, турски председник Ердоган свечано отворио џамију у згради цркве-музеја Хора.

Тачно у 11:30 ујутру, по локалном времену, у понедељак 6. маја 2024. радници су поставили плочу са натписом "Џамија Хора" испред капије порте цркве Христа Спаситеља у Пољу. Застава Турске окачена је на тераси минарета у 10 и 20 ујутро истог дана.

## Изглед цркве
Сама црква по својој површини од 742.5 не спада међу грандиозне византијске цркве. Састоји се из:
- наоса који има три кубета,
- нартекса односно:

егзонартекса и
егзонартекса са два кубета и
- параклесиона са јужне стране који има једно кубе.

Сам егзонартекс односно унутрашња припрата је паралелна са егзонартексом и има правоугаону основу димензија 4m са 18m и на њега се наслања наос, док његов јужни крај прелази у западни крај параклесиона. Егзонартекс односно спољашња припрата се простире западно од егзонартекса, делимично је одвојена и има правоугаону основу димензија 4m са 23m.